# Corydoras ortegai
Corydoras ortegai és una espècie de peix de la família dels cal·líctids i de l'ordre dels siluriformes. Adults, poden assolir fins a 3,3 cm de longitud total. Es troba al Perú a Sud-amèrica.